# Галина Скібнєвська
Галина Скібнєвська (пол. Halina Skibniewska; 10 січня 1921, Варшава — 20 квітня 2011, Варшава) — польська архітекторка, викладачка архітектури у Варшавському політехнічному університеті, працювала в польському сеймі з 1965 по 1985 рік. За час своєї кар'єри вона стала першою жінкою, яка обіймала посаду заступника маршала Сейму з 1971 по 1985 рік, першою архітекторкою, яка спроєктувала незалежне житло для людей з обмеженими можливостями, а також спроєктувала деякі з найбільш потрібних житлових комплексів свого часу.